# Trương Mỹ Hoa
Dans ce nom vietnamien, le nom de famille, Trương, précède le nom personnel Mỹ Hoa.
Trương Mỹ Hoa (née le 8 mai 1945) est une femme politique vietnamienne née à Bình Ân (district de Gò Công Đông, province de Tiền Giang) et membre du Parti communiste du Vietnam depuis le 21 mai 1963. Elle a été vice-présidente de 2002 à 2007 après avoir occupé divers postes au sein du parti et du gouvernement à Hanoï et Hô Chi Minh-Ville. Elle est actuellement présidente du conseil d'administration du fonds de bourses d'études Vu A Dinh.
Elle a été secrétaire du parti et présidente du Comité populaire du district de Tân Bình à Hô Chi Minh-Ville de 1986 à 1991 avant de poursuivre sa carrière personnelle. Présidente de l'Union des femmes du Viêt nam de 1992 à 1998, elle a ensuite occupé des postes de membre du conseil exécutif du Comité central du Parti, membre de la délégation du Parti du Congrès, vice-présidente de l'Assemblée nationale du Viêt Nam de 1994 à 2002, ainsi que vice-présidente du Viêt Nam de 2002 à 2007.
Trương Mỹ Hoa est marié depuis fin 1975 et a deux filles.

## Jeunesse et guerre du Viêt Nam
Elle s'engage très tôt dans la résistance, elle participe à la lutte contre la mobilisation de l'ennemi. De novembre 1960 à avril 1964, elle est responsable de campagne pour le mouvement de jeunesse et étudiants à Saigon. Elle est arrêtée par les forces du Sud-Vietnam et de mai 1964 à mars 1975, est emprisonnée au bagne de Poulo Condor et violemment torturée. Elle participa à la lutte en prison : secrétaire de la cellule du Parti, chef du comité des cadres du Parti, chef de la direction de la lutte dans les prisons, elle compose des chansons, diffuse des tracts, et participe à la formation politique des autres prisonniers. Elle est finalement libérée le 7 mars 1975 et retourne prendre part à la guerre, où elle participe à la libération de Saïgon.

## Formation
Elle est diplômée de théorie politique avancée à l'Académie nationale de politique Ho Chi Minh, titulaire d'une licence ès arts et d'une licence en droit.